# Монтанизъм
Монтанизмът е есхатологично, пророческо и феминистко движение в християнството, което съществува от II до VI в., предизвиквайки църковен разкол в този период.
Един от малкото съхранени писмени паметници на монтанизма е апокрифът Деяния на Филип.

## Основаване
Движението възниква най-вероятно през 160-те години и е базирано в градовете Пепуза (откъдето произхожда второто название на монтанистите – „пепузиани“) и Тимион в населената с траки малоазиатска област Фригия. Негов основател е Монтан – бивш местен езичник. Във връзка с това, че повечето от първоначалните му привърженици, главно из средите на консервативните юдео-християни, също са оттам и околните земи и заради по-късното му запазване на влияние предимно там, движението е наричано и "катафригийство". Според Йероним Блажени (V в.), Монтан е евнух и бивш жрец на богинята Кибела, но сведението е несигурно и може би се дължи на погрешна етимология.
Заедно с Монтан започват да проповядват и 2 жени, наречени „пророчици“ – Приска (или Присцила) и Максимила. Както той, така и те са признати от адептите за въплъщения на Параклит (Утешителя - изява на Светия Дух, обещана на християните в Евангелието на Йоан, във връзка с Второто пришествие на Исус Христос). Тримата пророкуват за очаквания от тях край на света и свързаната с него, по тяхно мнение, необходимост от засилване на аскетизма, настояват и за забрана на вторите бракове, за по-дълги и строги пости и поучават в стремеж към доброволно мъченичество. За Пепуза и Тимион твърдят, че те са мястото, на което ще се спусне (а после - и където се е спуснал) Новият Йерусалим, на който придават не толкова физическо, колкото символично значение.

## Представители
Най-известният предполагаем монтанист е картагенецът Тертулиан, живял през втората половина на II и в началото на III век, един от основните апологети на Римокатолическата църква. Прекрасният дневник на монтанистката св. Перпетуа, също от Картаген, умъртвена заедно с няколко свои сподвижници през 203 г., е най-ранното запазено писмено произведение на жена-християнка. Друга известна монтанистка вероятно е св. Нина (Нино), покръстителката на ранносредновековните грузинци, според легендата - последната оцеляла монахиня от ордена на рипсимеянките, действал в държавата Велика Армения, в навечерието на християнизацията й (в началото на IV век). От археологически разкопки се заключава, че грузинската царица по времето на св. Нино (първата половина на IV в.) e фригийка и съответно би могла да бъде повлияна от монтанистите. Друг вероятен монтанист, също от тракийска Фригия е св. Трифон, който се бори срещу Дионисиевите мистерии и ритуалното пиянство, а на българска фолклорна почва неговият образ като Зарезан се смесва именно с тях. Предвид афинитета към зрелищност и фатализма на своите учения и практики, в хода на многобройните гонения над християните от страна на властите на Древния Рим и други държави, вероятно са загинали голям брой от ранните монтанисти.

## Упадък и гибел на монтанизма
Отначало монтанистите не ревизират основните християнски догми, които още не са и формулирани, а само се противопоставят на установената йерархия и дисциплина, като налагат крайна строгост (ригоризъм). Затова мнозина важни представители на Църквата като св. Ириней Лионски се отнасят снизходително към това движение. Позицията на авторитарния папа Виктор I, негов съвременник (II век), изглежда е много по-отрицателна. Монтанизмът е обсъждан на Първия вселенски събор в Никея през 325 г., но не е осъден, като ерес. Отношението към него въобще е разнообразно и с времето той се превръща в основа на разкол.
Впоследствие, отдалечавайки се от ученията, залегнали в основата на православието, редица клонове на катафригийството идейно се сближават с някои популярни тогава ереси. Някои от тях възприемат монархианството (един от основните анти-тринитрани възгледи, представящи Исус, като аватар на Йехова). Други обожествяват Дева Мария, причестяват се с осветен хляб и мляко или сирене и ръкополагат жени за духовни ръководители (презвитери и епископи). В Нумидия късните монтанисти кръщават в името на „Отец, Син и Господ Монтан“ (Монтан се възприема като въплъщение на Светия Дух). Редица техни общини в Мала Азия празнуват Възкресение Христово по юдеохристиянска традиция на 14-и нисан, т.е. привържениците им са в числото на т.нар. квадродецимани. Те установяват самостоятелна йерархия, която се състои от патриарси, койнони (вероятно свързано с наречието койне), епископи, презвитери и дякони.
Макар че монтанизмът по принцип е враждебен към гностицизма, в късната си фаза приема някои гностически влияния. Разделянето на християните на категории като „духовни“ и „душевни“ и ръкополагането на жени са очевидни примери за резултати от такова въздействие. Фригийската пророчица Квинтила получава (съно)видение на Христос в образа на жена, на което се дължат изображенията на Христос като андрогин (хермафродит) през IV-V в., а редица монтанистки общини по манихейски маниер отхвърлят яденето на плодове през време на поста. Част от монтанистката община на св. Теодот в Анкира (днес Анкара) са девици-енкратити, които са крайни аскети в гностически дух. Сближаването с гностицизма, който често е подлаган на преследвания, вероятно е допринесло за края на движението.
Изглежда, че около началото на V век монтанистите вече са били в значителна степен изместени от други групи християни или са се смесили с тях. Според Августин Блажени именно това се случва с последователите на Тертулиан, които вероятно са били монтанисти. Окончателният срив на движението идва с преследванията, предприети срещу тях от различни византийски императори. Първият решителен удар срещу монтанизма е нанесен от законодателството на император Теодосий I. Императорите Юстин и Юстиниан I през VI в. забраняват на монтанистите да се събират и агитират и нареждат на местните чиновници да ги преследват, което до голяма степен намалява тяхната популярност, още повече че по нареждане на Юстиниан духовниците им са изгонени от столицата Константинопол.  Отново по заповед на този император центърът на движението в Пепуза е разгромен от епископ Йоан Ефески. Група монтанисти оцеляват до средата на VI век, когато отказват да се подчинят на указа за прекръщаване на император Юстиниан I Велики и масово се самоизгарят, като форма самоубийство. Според Тимотей Константинополски, една от най-радикалните секти на монтанистите - аскодрутите - съществува и към края на века. Вероятен опит да се възстанови движението изглежда е имало по времето на император Лъв III, но привържениците на съответната секта, които той се опитва насилствено да включи в Православната църка, също загиват в масово самоубийство за да избегнат това.

## Учение и влияние
Монтанизмът е най-яркият пример в църковната история за вечната дихотомия между свобода и авторитет, пророчество и йерархия, импровизация и традиция. Монтан отхвърля все по-засилващата се клерикализация, централизация и секуларизация на съвременния му църковен живот и започва да проповядва за живо духовно общение с Бога. Според него то не трябва да е ограничено от йерархизма и обредността, а да се проявява в индивидуални харизми, т.е. особени дарби на Светия Дух като пророчество, говорене на т.нар. непознати езици (глосолалия), изцеления и др. По време на емоционалните молитвени събрания на монтанистите тяхната предполагаема пророческа дарба често се изразява в крайни явления (припадъци, транс, екстаз). На монтанизма се дължи въвеждането в християнската литература на теми като целомъдрието в мъченичеството и целомъдрието в брака. Вероятно на монтанистко влияние се дължи и агиографският топос, че при екзекуцията на някои раннохристиянски мъченици от вените им потича мляко, или староанглийската ордалия (съдебно изпитание) на предполагаемо съгрешили свещеници с хляб и сирене, която вероятно е пренесена от Мала Азия в Англия от архиепископ Теодор през VII в. 
Според монтанистите Църквата се развива под напътствието на Божията благодат и нейната история има ясно разграничени фази. Под водачеството на откровението в Мойсеевия закон тя преживява период на отрочество/детство (Стари завет), под благодатта на Христос – период на юношество (Нови завет), а при откровенията на Монтан Църквата встъпва в периода на зрялост и мъжественост (Монтан го нарича „Трети завет“). Ударението в тяхното учение пада върху претенциите им, че продължават традиция, установена от някои от апостолите (като Филип) и други ранни християни, да се пророчества и след Христос (предимно с идеята, че това са доразвивания, достъпни преразкази и обявявания, че са се изпълнили или кога ще се изпълнят старите пророчества, включително и на тези на Исус). Във връзка с това последователите на монтанизма наричат своето движение „Ново пророчество“. Сама по себе си една такава претенция е неприемлива за Църквата, понеже предполага възможността т.нар. нови пророци да се отдадат на разнообразни ексцентричности, лъжи и лични приумици, примамливи за тълпата, докато в " Новия завет" Библията, така или иначе е обявена за достатъчна (2 Тим. 3:16). 
Противниците на монтанистите настояват и че това са хора, обладани от зли духове, както и че са някои от предречените от апостол Павел лъжеапостоли (2 Кор. 11:13-15). Като основен довод срещу тях изтъкват явното физическо несбъдване на очакванията на Монтан за слизане в Пепуза и Тимион на Новия Йерусалим. Според Библията: „Ако пророкът говори от името на Господа и думите му не се сбъднат и не се изпълнят, то Господ не е говорил тия думи, а ги е говорил пророкът по своя дързост“ (Втор. 18:22) - съответно т.нар. Трима (Монтан, Присцила и Максимила) са били лъжепророци, подлъгали следовниците си да вярват, че хилядолетното Христово царство на земята е на път да се установи. По подобен начин се изобличават, като еретически и останалите им прийоми. Например, според опонентите им, монтанистката глосолалия не се изявява като истински дар на Светия Дух, защото е неразделна част от недостоверна пророческа дейност. Ригористичната дисциплина, предполагаемо служеща на вярващите да се подготвят да станат светци (което често не им се отрича като постижение), с времето все повече се възприема, като по-скоро излишна, което е предпоставка конкретните им действия и преживявания да потънат в забвение, но и личностите им да се покрият с недостоверни легенди. 
Основните идеи на монтанизма оцеляват и след края му. В историята на християнството те се възпроизвеждат от редица пророчески и есхатологично настроени движения и лица, сред които се открояват Йоаким Фиорски и духовните францисканци. През ХХ век техни последователи са българското движение на добросамаряните и протестантски църкви като адвентисти от сектата „Клон Давидов“, петдесетници (достигащи до 1/2 милиард души) и харизматици. Най-радикалното въплъщение в по-ново време на монтанистката утопия за ново откровение и 3 световни епохи e мечтаният от Адолф Хитлер Хилядолетен райх. 